# Marienkirche (Niederweidbach)

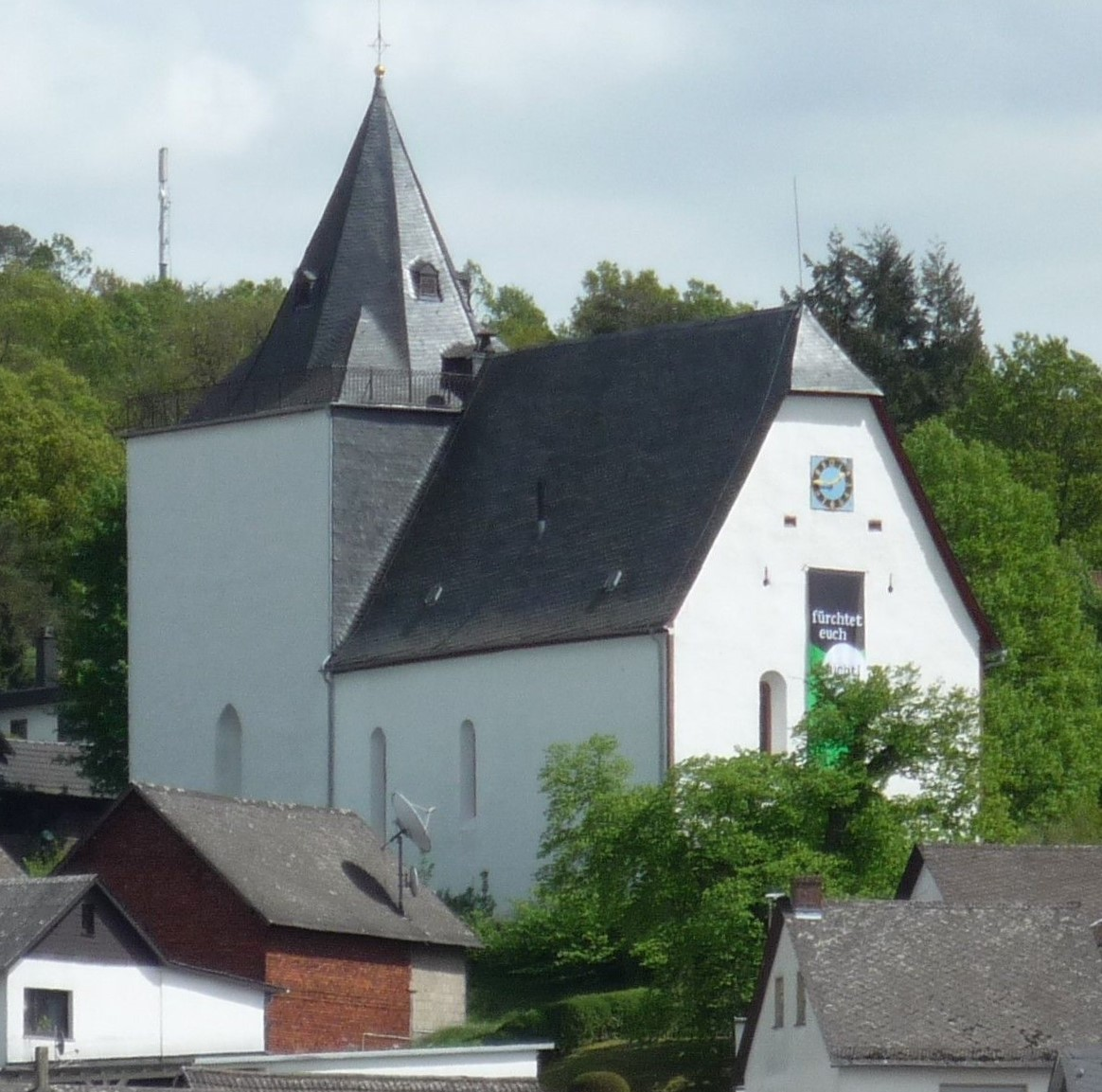
Die Marienkirche in Niederweidbach, Ansicht von Westen

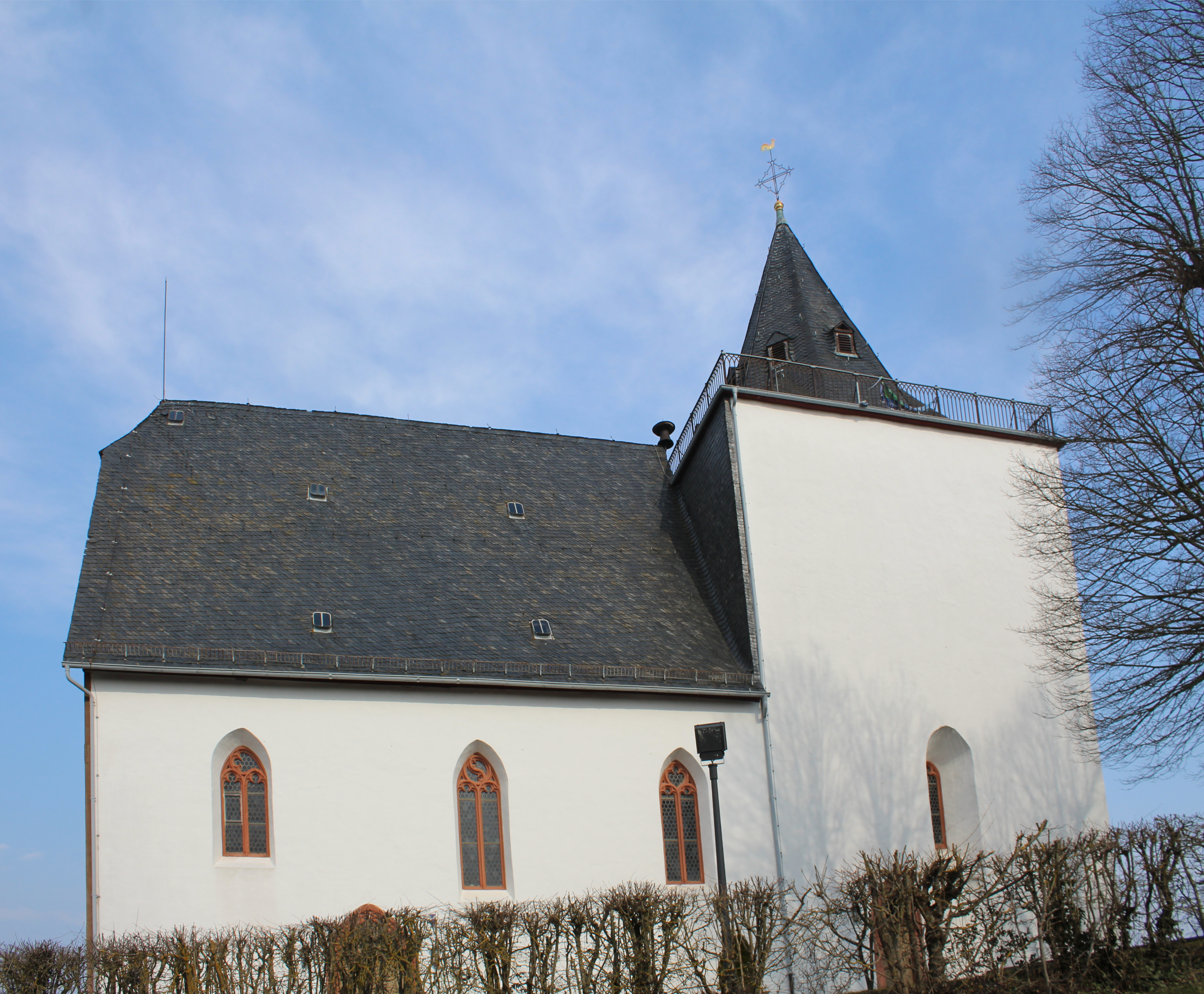
Ansicht von Süden

Die Marienkirche ist das evangelische Gotteshaus im Bischoffener Ortsteil Niederweidbach in Hessen. Der frühgotische Wehrturm entstand um 1300, die zweischiffige Hallenkirche wurde 1498–1520 angebaut. Zu den bedeutenden Ausstattungsstücken gehört ein spätgotischer Marienaltar aus der Zeit um 1516–1518. Die Kirche prägt das Ortsbild und ist aufgrund ihrer geschichtlichen, künstlerischen, städtebaulichen und wissenschaftlichen Bedeutung hessisches Kulturdenkmal.

## Geschichte

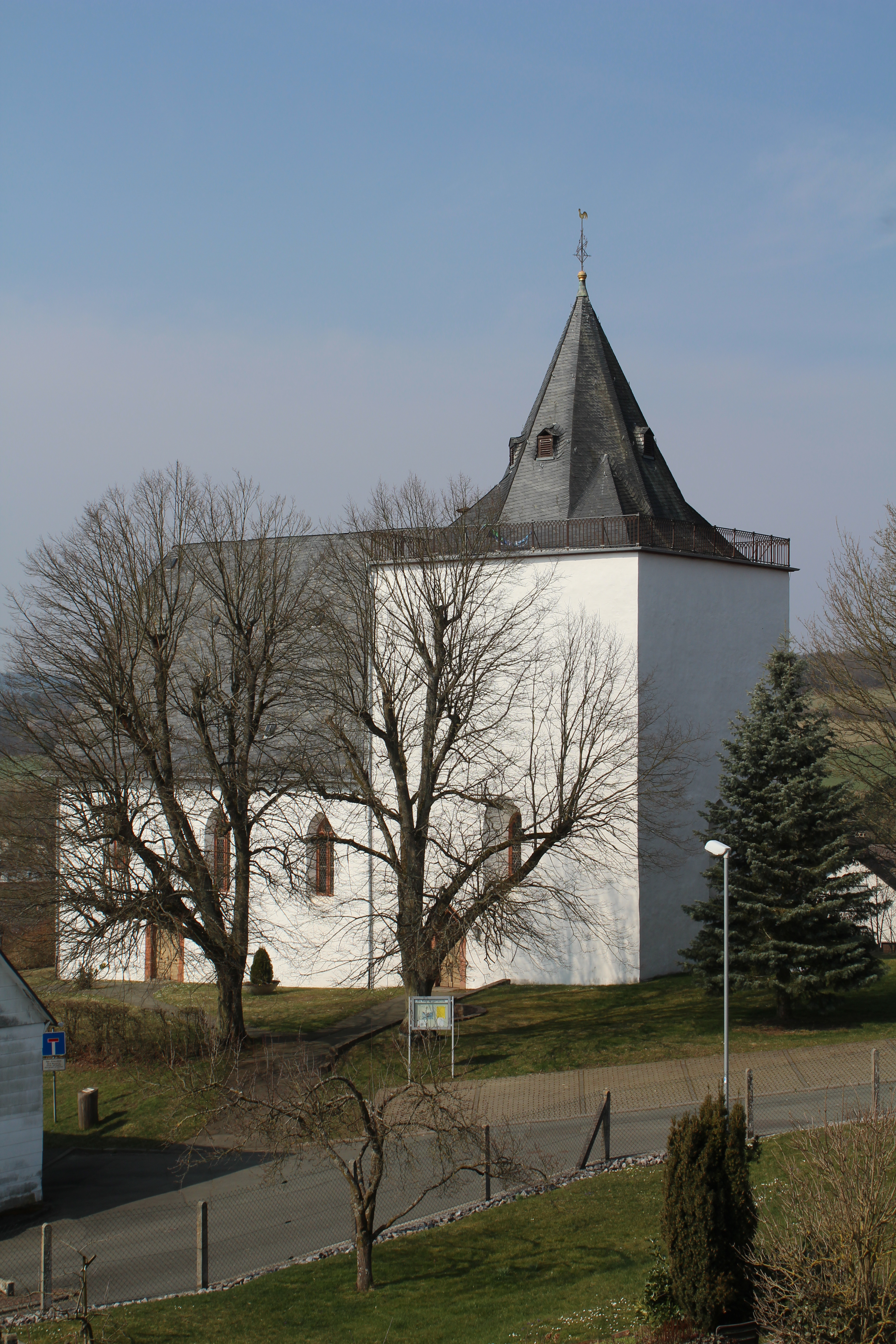
Wehrturm von Osten

Die Entstehung einer Wehrkapelle (dem heutigen Kirchturm) in Niederweidbach um 1300 wird mit der Politik der Grafen von Solms in Verbindung gebracht, die ihr Herrschaftsgebiet auf die Altenkirchener Hochebene ausdehnten. Der bauliche Befund der Kirche und die historischen Dokumenten lassen keine Datierung der Kirche vor dem 14. Jahrhundert zu. Im Mittelalter gehörte Niederweidbach zur Pfarrei Altenkirchen im Archipresbyterat Wetzlar des Archidiakonats St. Lubentius Dietkirchen im Bistum Trier. Die Wehrkirche war eine Filialkirche der Pfarrei Altenkirchen.
Seit 1350 oder 1357 unterstand das Amt Königsberg den Grafen von Solms und dem hessischen Landgrafen. Infolge der Dernbacher Fehde war die von Marburg kommende ehemals auf der langen Wasserscheide über Gladenbach, Rachelshausen, Bottenhorner Hochflächen, Schelder Wald, Angelburg (Berg) verlaufende bedeutende Fernhandelsstraße (Brabanter Straße) zu unsicher geworden und wurde nach und nach zugunsten der im Aartal verlaufenden neuen Köln-Leipziger-Handelsstraße aufgegeben. Sie verlief nach 1357 auch durch Niederweidbach. Diese Handelsstraße war u. a. auch ein Wallfahrtsweg nach Marburg zum Grab der hl. Elisabeth in der Elisabethkirche, Pilger zogen durch Niederweidbach. Die Annahme, die Marienkirche sei ebenfalls eine Wallfahrtskirche gewesen, lässt sich aus der hessischen Kirchengeschichte nicht belegen.
1498 wurde damit begonnen, an den Wehrturm ein spätgotisches Kirchenschiff anzubauen. Die Fertigstellung zog sich noch viele Jahre hin. Aus den Sendprotokollen des Wetzlarer Archipresbyters gehen im Jahr 1520 Unregelmäßigkeiten in den Rechnungen der Bauleute hervor. Der Bau zu diesem Zeitpunkt also noch nicht abgeschlossen. Die neue Kirche wurde Maria geweiht.
Die Gemeinde schaffte zwischen 1516 und 1520, also noch in vorreformatorischer Zeit, einen Marienaltar an. Mit Einführung der Reformation wechselt die Kirchengemeinde Niederweidbach im Jahr 1533 unter Pfarrer Bernhard Aspilianus zum evangelisch-lutherischen Bekenntnis und wurde wohl im selben Jahr zur selbständigen Kirchengemeinde erhoben. 1568 wurde eine Kanzel eingebaut, 1608 eine Empore und 1752 die erste Orgel. Wichtige Innenrenovierungen waren 1894/1895, 1953–1955 und 1995–1998. Bei der letzten Renovierung wurde die Kirche erneut in der Fassung von 1895, im Stil von Jugendstil und Historismus, ausgemalt.

## Architektur

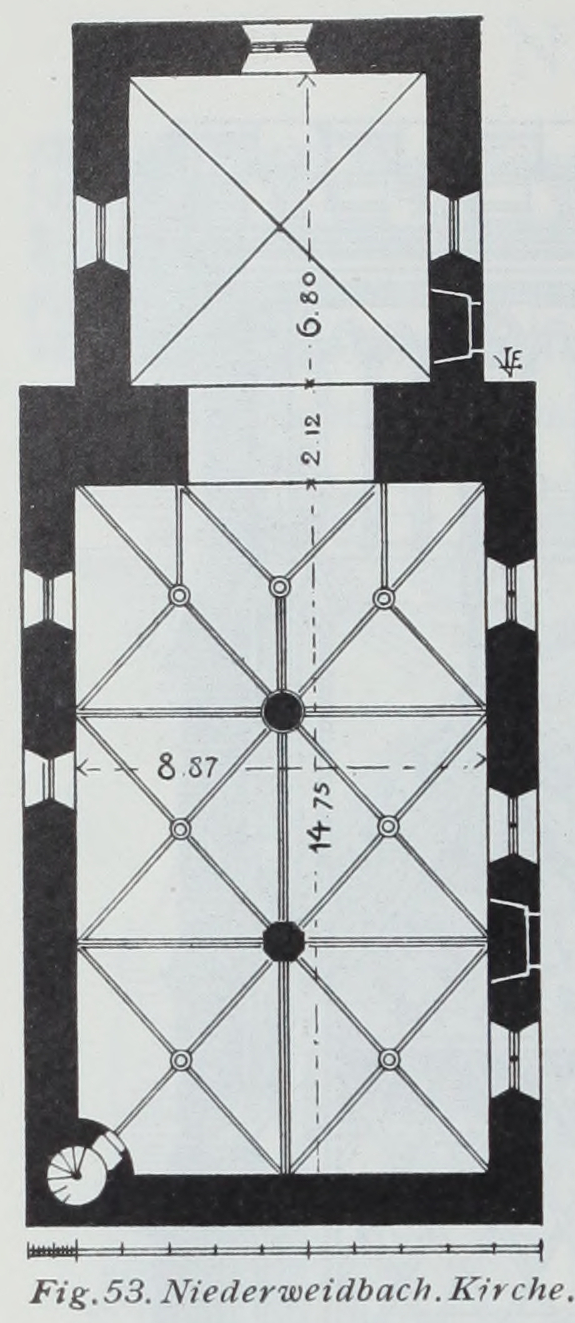
Grundriss

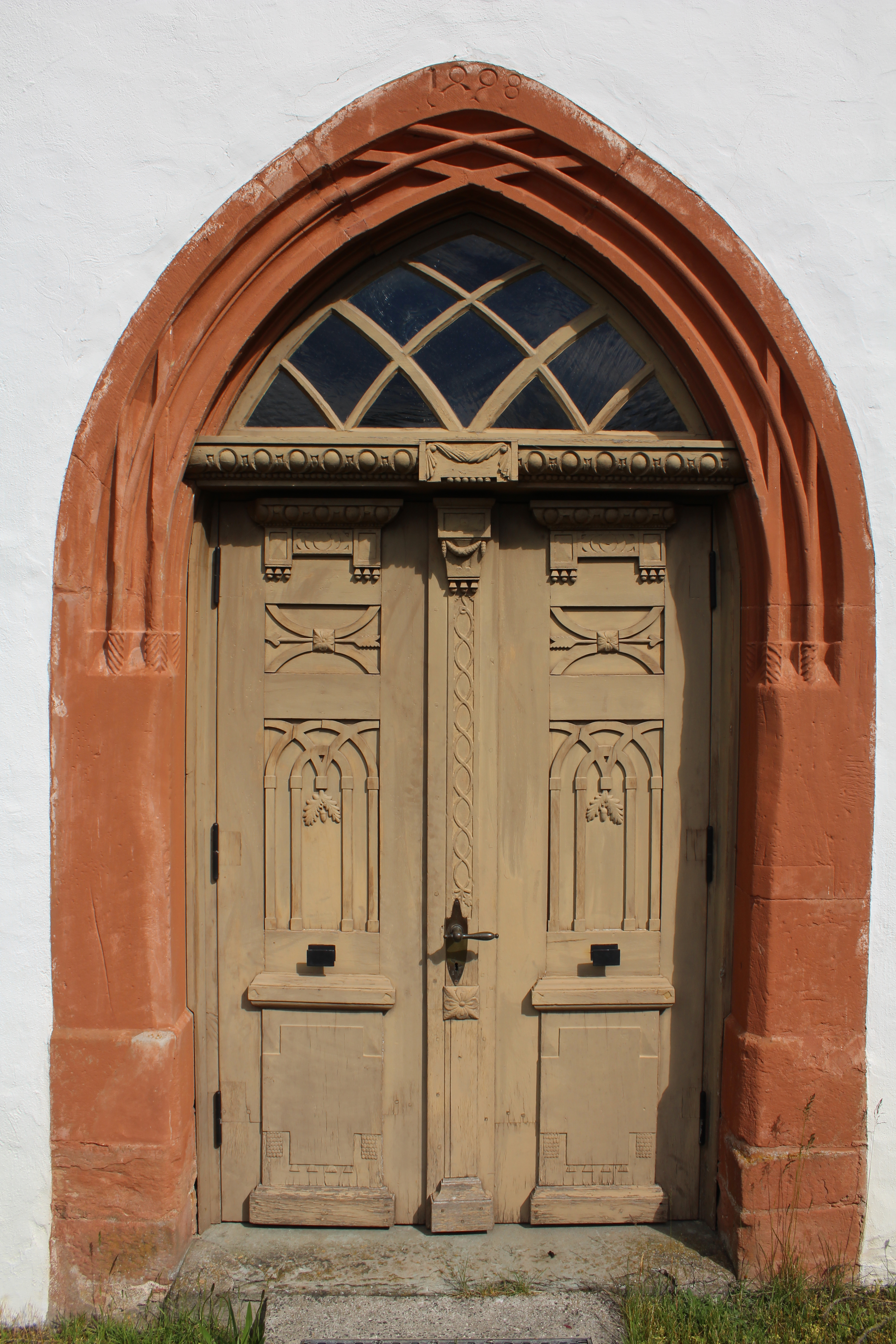
Mit 1498 bezeichnetes Südportal

Die nicht geostete, sondern nach Nordost ausgerichtete, zweischiffige Hallenkirche aus spätgotischer Zeit hat einen frühgotischen Chorturm. Zweischiffige Hallenkirchen finden sich in der Region selten. Der weiß verputzte Bau ist auf einer Anhöhe im Ortszentrum in prominenter Lage über dem Aartal errichtet.
Der mächtige, gedrungene Ostturm auf quadratischem Grundriss hat ein verschiefertes Obergeschoss, dessen Trompen auf einen ehemaligen oder geplanten Wehrgang weisen. Gegenüber dem Kirchenschiff ist der Turm etwas eingezogen. Er erhielt im 19. Jahrhundert einen neuen achtseitigen, verschieferten Spitzhelm mit Außenumgang. Der Helm wird von einem Turmknauf Kreuz und Wetterhahn bekrönt. Im Inneren öffnet ein großer, tiefer Triumphbogen mit einem stumpfen Spitzbogen den um drei Stufen erhöhten Chor zum Schiff. An der Nordseite der Bogenlaibung ist ein Kelch auf der Bibel dargestellt und auf der Südseite ein Lamm. Die Rippenkonsolen des Kreuzgratgewölbes im Chorraum zeigen den Teufel, Gott in Gestalt eines Papstes mit Tiara, goldene Blätter, einen Hund und ein weiteres Tier. Die Schlusssteine zeigen einen Kopf mit Weinmotiven – was wohl auf Jesu Aussage Ich bin der Weinstock (Joh 15,5 ) anspielt, die Buchstaben JHS, eine Schlange, ein Kreuz, einen achtstrahligen Stern und zwei Blumen.
Das Kirchenschiff wird von einem Schopfwalmdach bedeckt. Es wird im Süden durch ein spätgotisches Spitzbogenportal mit Gewände aus rotem Sandstein, das Überstabungen aufweist, erschlossen. Es ist mit der Jahreszahl 1498 bezeichnet. An der Südseite des Chors ist in ähnlicher Form, aber etwas schmaler eine Priesterpforte eingelassen, wohl im Zuge des Kirchenneubaus. Die Kirchtüren wurden um 1830 im klassizistischen Zopfbandstil verziert. An der westlichen Giebelseite, die verschiedenförmige Schießscharten aufweist, ist unter dem Schopfwalm das Zifferblatt der Kirchenuhr angebracht. Der Innenraum wird an der Südseite durch drei spitzbogige Fenster mit zweibahnigem Maßwerk mit tiefen Laibungen belichtet. Die zwei schmalen Fenster im Norden mit stumpfem Spitzbogen und das schmale Rundbogenfenster im Westen des Schiffes sowie je ein Fenster im Norden und Süden des Chores sind ungeteilt. In der Westseite ist ein schmales Rundbogenfenster eingelassen. Das Ostfenster wurde im 18. Jahrhundert vermauert, als eine Chororgel eingebaut wurde. Im dreijochigen Schiff stützen zwei mächtige Steinsäulen mit Kämpfergesimsen das Kreuzgratgewölbe, eine achteckige Säule im Westen und eine runde im Osten. Die Gewölbe haben Rankenmalereien im Stil des Historismus. Die Rippen ruhen auf Konsolen und enden in Schlusssteinen, die teils figürlich sind.

## Ausstattung

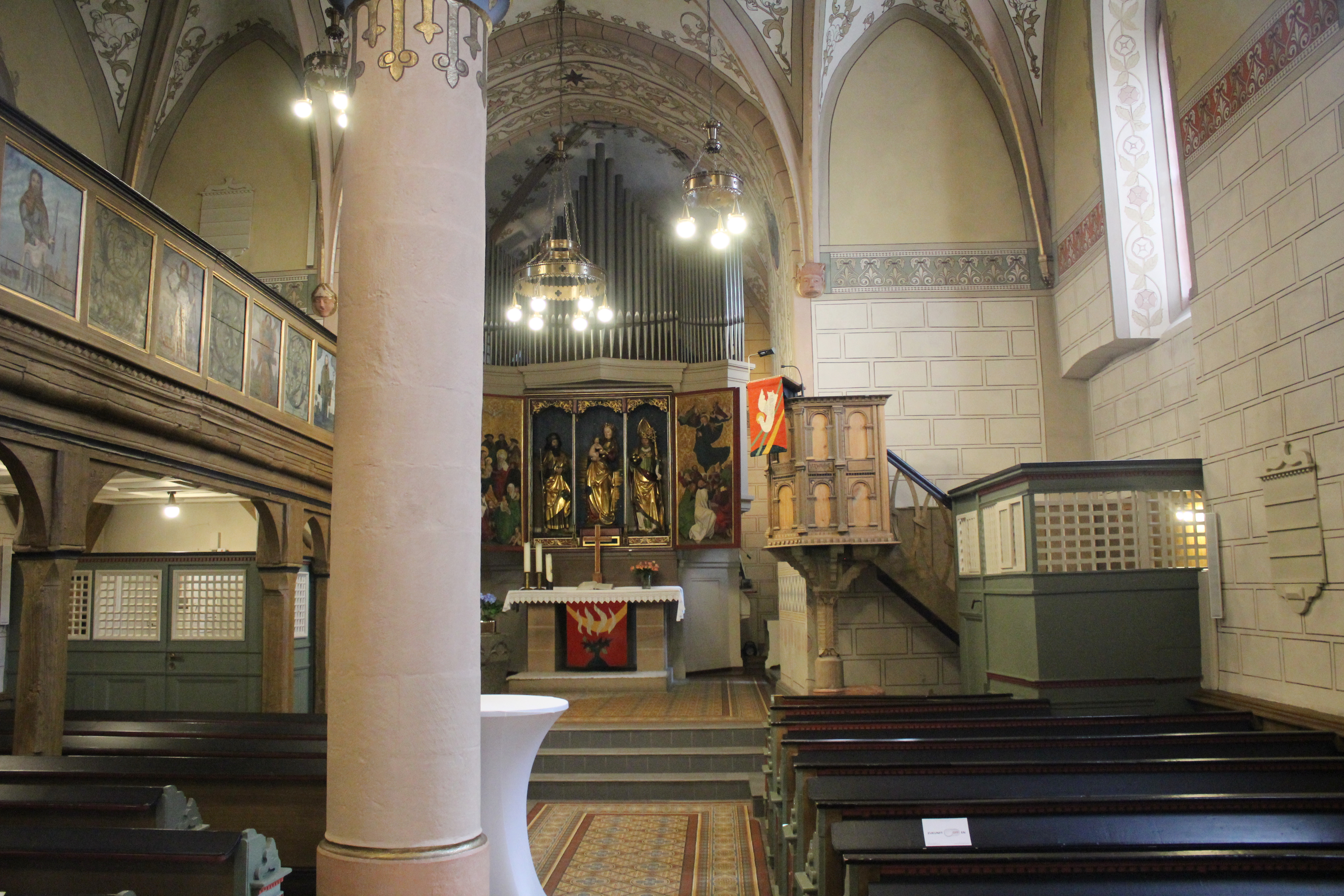
Innenraum Richtung Altar und Kanzel

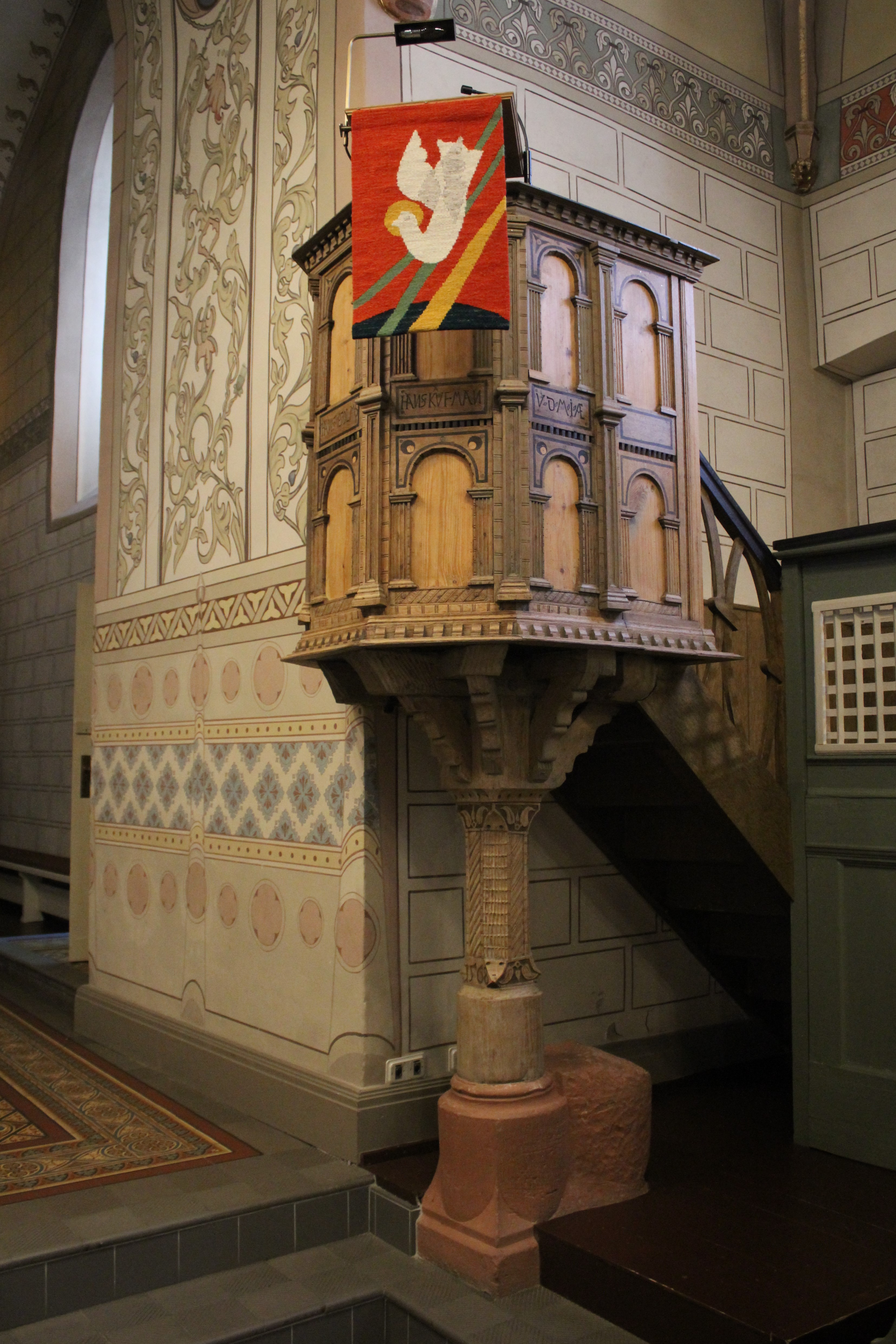
Renaissance-Kanzel

Aus der Bauzeit der Wehrkapelle stammt als ältestes Inventarstück der Kirche ein frühgotischer Taufstein aus Basalt mit einem Maßwerkfries. Er weist darauf hin, dass die Wehrkapelle als Taufstätte diente. Seit 1955 steht er am Triumphbogen, nachdem er zuvor vor der Kirche als Blumenkübel diente. Im Chor ist in der Nordwand eine Sakramentsnische über einer gedrehten Säule angebracht. Die vergitterte Nische wird von zwei abgetreppten Eckpilastern flankiert, die in Fialen mit lilienförmigen Kreuzblumen übergehen. Im mit Krabben besetzten Wimperg sind die Marterwerkzeuge Jesu und möglicherweise der Heilige Rock aus Trier dargestellt. Das obere Gesims ist mit Zinnen besetzt. Wie vor 1955 ist im Chor wieder ein Radleuchter aufgehängt.
Im Norden und Westen wurde 1608 eine hölzerne Winkelempore eingebaut, die auf Pfosten mit runden Bügen ruht. Die querrechteckigen Füllungen der Brüstung zeigen abwechselnd grüne Rankenornamente auf braunem Hintergrund und polychrome Bilder der zwölf Apostel aus dem 17. Jahrhundert. In der Südostecke des Schiffs ist ein hölzerner, olivgrüner Pfarrstuhl eingebaut, der in der oberen Hälfte durchbrochenes, weiß bemaltes Gitterwerk hat. Er gewährt den Aufgang zur holzsichtigen Renaissance-Kanzel von 1568. Die Kanzelfelder haben in zwei Zonen Rundbögen mit auskragenden Kämpfern. In der gegenüberliegenden Nordost-Ecke der Kirche ist eine weitere, bauähnliche Sakristei mit Gitterwerk errichtet. Das schlichte Kirchengestühl lässt einen Mittelgang frei. Eine Wendeltreppe in der Nordwestecke führt in den Dachraum.

## Altar

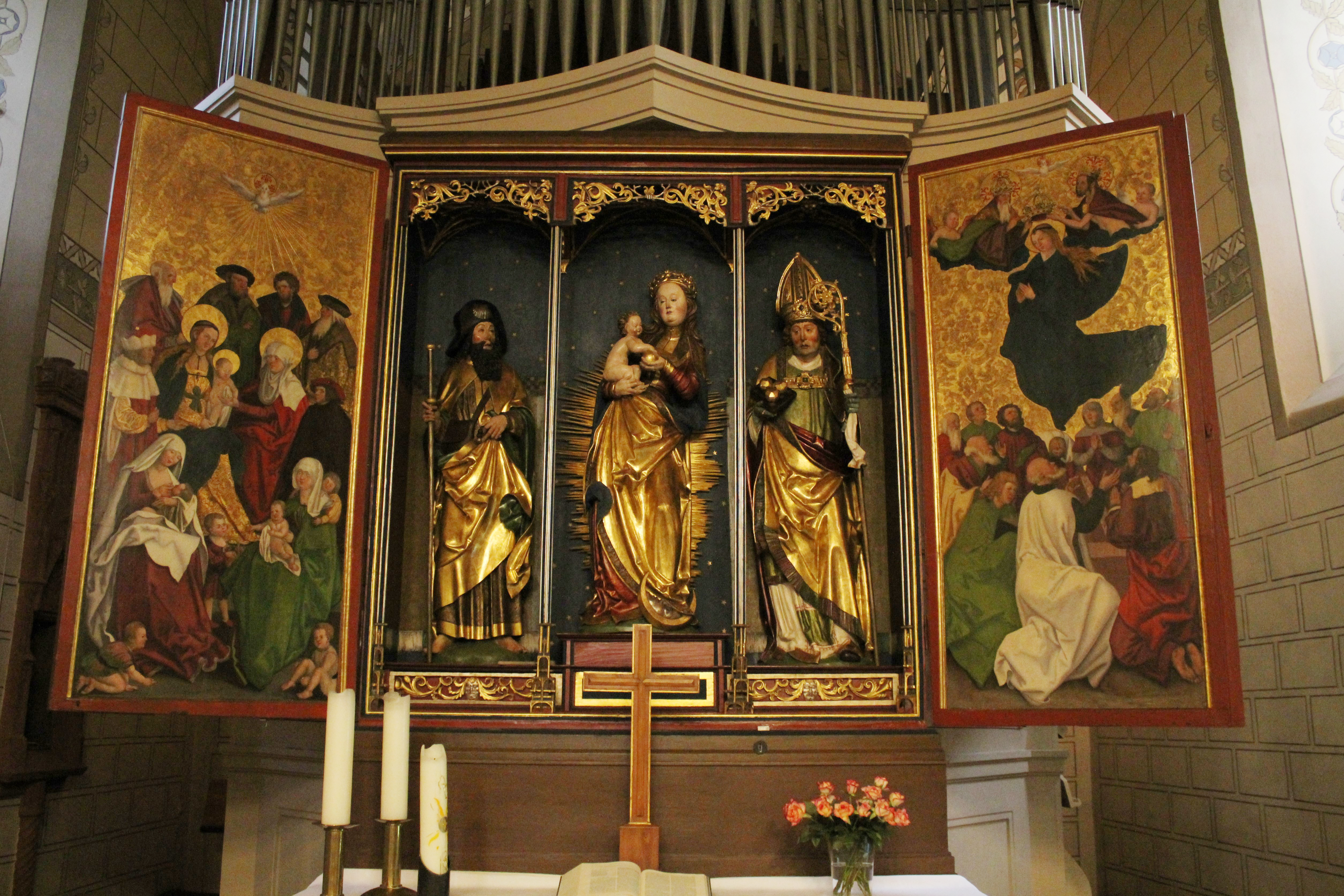
Marienaltar des 16. Jahrhunderts

Die Restaurierung des Marienaltars in den Jahren 2003 bis 2005 hat ergeben, dass alle Teile aus dem 16. Jahrhundert stammen. Der Altar besteht aus zwei Flügeln, einem Schrein und den Statuen der Maria, des hl. Jakobus des Älteren in Pilgertracht und des hl. Nikolaus mit drei Broten. Diese Teile sind vermutlich aber nicht einheitlich und wurden womöglich erst im 18. Jahrhundert zusammengestellt. Die Altarflügel sind 2,10 × 0,95 Meter groß und zeigen Szenen aus dem Leben Marias. Der Maler der Tafeln ist sehr wahrscheinlich Hans Döring, Hofmaler der Grafen von Solms und Schüler von Lucas Cranach dem Älteren. Die Herkunft der mit Leinwand überspannten und bemalten Figuren ist unklar. Der Schrein zeigt als Hintergrund Sterne auf einem blauen Himmel und einen goldenen Strahlenkranz, der für die heutige Marienfigur zu klein ist. Die Masken unter den beiden flankierenden Heiligen stammen aus der Renaissance. Die Säulen zwischen den Figuren wurden nachträglich ergänzt. Die Kreuzgewölbe über den Figuren sind im spätgotischen Stil des Flamboyant gefertigt.
Die vier Tafeln mit den Marienszenen entstanden unter dem Einfluss Albrecht Dürers. Auf der äußeren Werktagsseite links ist Marias Besuch bei Elisabeth und rechts den Tempelgang der Maria zu sehen. Auf der Innenseite werden links die Heilige Sippe zusammen mit den Donatoren und rechts die Himmelfahrt und Krönung Mariens dargestellt. Ergebnis eines Disputs über die Identifizierung der dargestellten Personen auf der Donatorentafel in den Jahren 1953 bis 1958 ist, dass die Familienangehörigen Jesu mit Gesichtern zeitgenössischer Personen dargestellt werden: Graf Philipp von Solms-Lich, Erzbischof Richard von Greiffenklau, der Maler Hans Döring und vielleicht Adriana von Hanau-Münzenberg als Maria Salome.

## Orgel

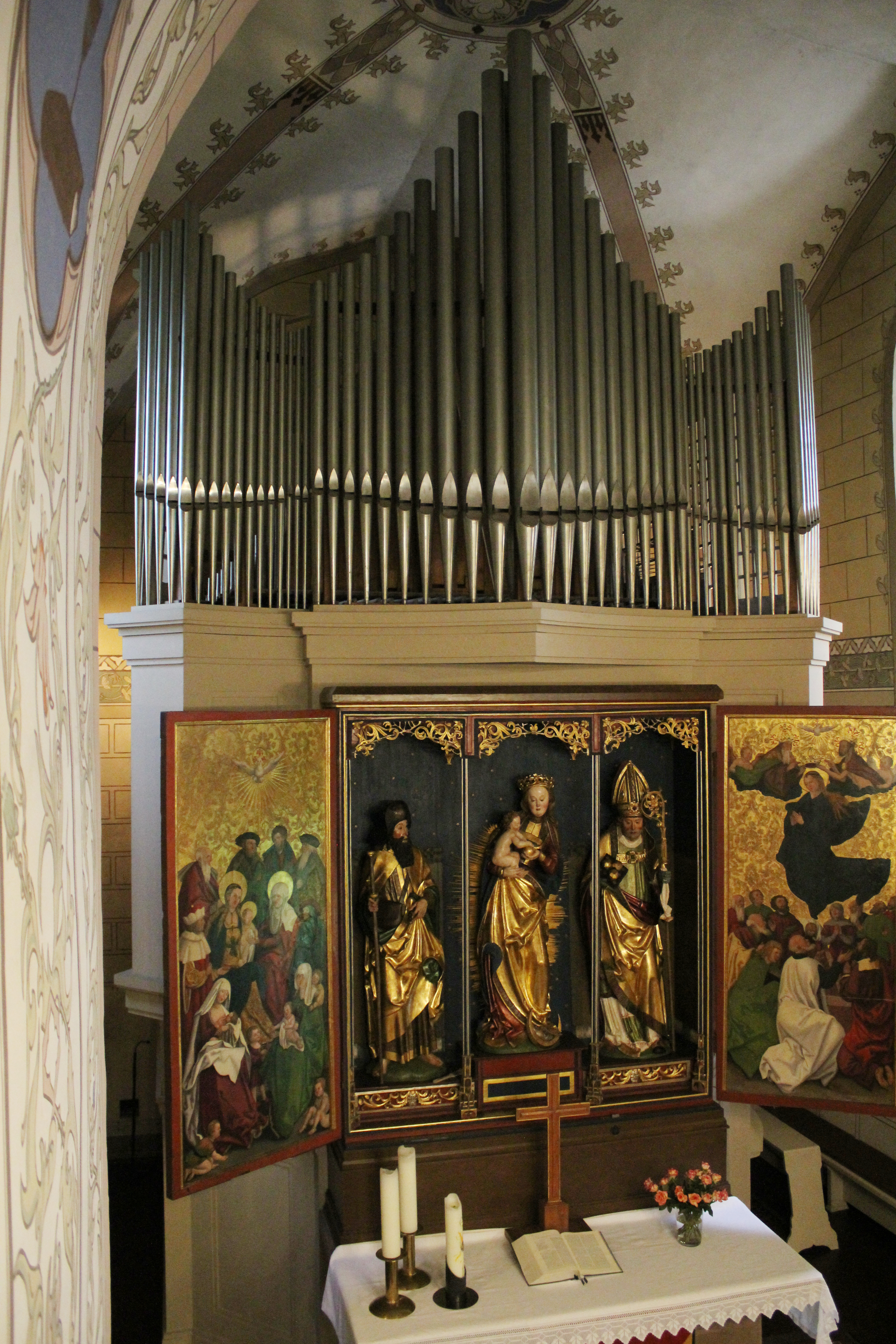
Raßmann-Orgel von 1895

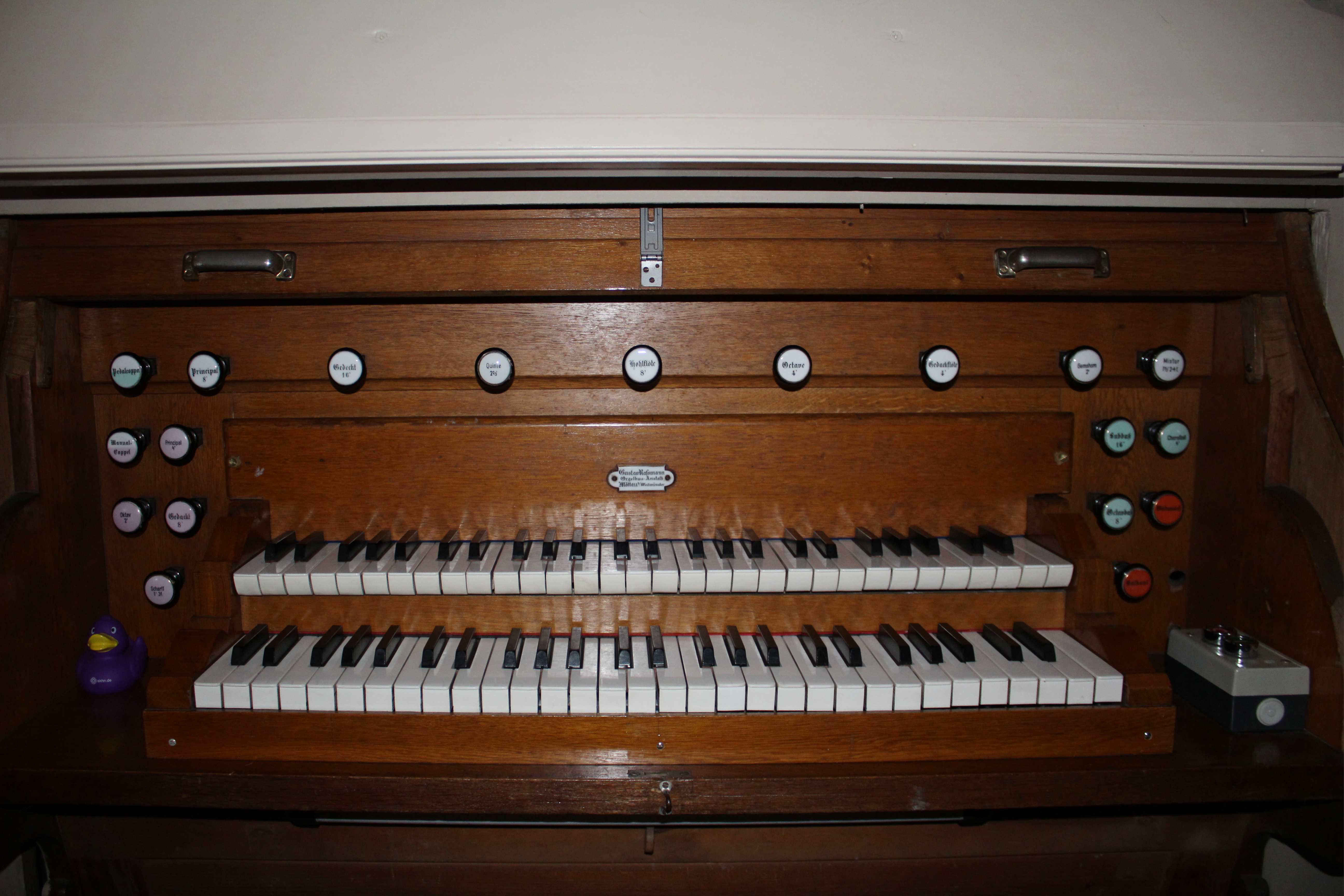
Spieltisch der Orgel

Eine erste Orgel wurde 1752 von Orgelbauer Dreuth aus Griedel eingebaut. Nach zwei Blitzschlägen in den Jahren 1892 und 1893 hatte das Instrument Schaden gelitten und wurde 1895 von Gustav Raßmann ersetzt. Der Orgelneubau hatte einen neugotischen Prospekt und verfügte über 15 Register auf zwei Manualen und Pedal. Das Instrument wurde 1954/1955 von G. F. Steinmeyer und Günter Hardt umgebaut und klanglich umdisponiert. Sie erhielt einen Freipfeifenprospekt und einen neuen Unterbau. Das Pfeifenwerk von Raßmann mit 15 Registern und mechanischen Kegelladen wurde weitgehend beibehalten. Die Disposition lautet wie folgt:
| I Manual C–f3 |       |
| Gedackt       | 16′   |
| Principal     | 8′    |
| Hohlflöte     | 8′    |
| Oktave        | 4′    |
| Gedacktflöte  | 4′    |
| Quinte        | 2 ⁄3′ |
| Gemshorn      | 2′    |
| Mixtur II–IV  | 1 ⁄3′ |

| II Manual C–f3 |    |
| Gedackt        | 8′ |
| Principal      | 4′ |
| Oktav          | 2′ |
| Scharff III    | 1′ |

| Pedal C–d1 |     |
| Subbass    | 16′ |
| Oktavbass  | 8′  |
| Choralbass | 4′  |

- Koppeln: II/I, I/P

## Geläut
Die Glockenstube beherbergt ein Dreiergeläut. Die älteste und größte Glocke mit dem Schlagton gis1 wurde von Laux Rucker im Jahr 1580 gegossen und trägt die Inschrift: „SORINER LEHR ZV GOTIES EHR RUFICH MEIN NHCHBERN HER ZV MIR DVHT WOLVN VER DROSSEN 1 5 8 0 / HAD MICH GOSSEN A LL EIN GOTT DIE EHR VND SVNSTKEIN NEM MEHR LAVX RVCKER“ („Zu reiner Lehr zu Gottes Ehr ruf ich mein’n Nachbarn zu mir her. Tut Wohl (!), [tut’s] unverdrossen. 1 5 8 0 Allein Gott die Ehr, und sonst keinem mehr. Laux Rucker hat mich gossen.“) Eine Glocke von J. B. Henschel aus dem Jahr 1772 wurde 1917 abgeliefert und eingeschmolzen. 1919 erwarb die Gemeinde zwei neue Glocken von Rincker, die 1940 beide beschlagnahmt wurden. Die kleinere Glocke wurde zurückgeliefert, aber 1948 anscheinend umgeschmolzen, als zwei neue Glocken gegossen wurden. Die mittlere Glocke wiegt 222 kg und trägt zwei Bibelverse als Inschrift: „Ich bin das Licht der Welt. Kommt her zu mir alle, die ihr mühselig und beladen seid. Ich will euch erquicken“. Die kleine Glocke mit der Masse von 162 kg trägt ebenfalls zwei Bibelverse: „O Land, Land, Land, höre des Herrn Wort. Ich bin die Auferstehung und das Leben“.